# Subcategorización
En la lingüística, la subcategorización denota el estatus categorial de los argumentos que son requeridos o permitidos por una unidad léxica para expresar una proposición. El estatus categorial de los argumentos incluye tanto los internos o externos - en caso de un verbo, por ejemplo, los complementos y el sujeto, respectivamente.
El concepto de la subcategorización es similar a aquella de la diátesis, a pesar de que se originaron de tradiciones diferentes en el estudio de la gramática y la sintaxis.

## Ejemplos
Mientras que la subcategorización es un concepto que se puede aplicar a casi todo tipo de unidad lexical, usualmente se presenta y explica con verbos. Los verbos se pueden clasificar dependiendo la cantidad de argumentos, si alguno, que requieren para expresar una proposición. Estas clasificaciones son:
- verbos avalentes o sin argumento, como «llover»;
- verbos monovalentes o con un argumento, como «trabajar»;
- verbos bivalentes o con dos argumentos, como «comer»;
- verbos trivalentes o con tres argumentos, como «entregar».

Las siguientes frases demuestran el concepto de la subcategorización: 
Juan trabajó.
María comió arroz.
Marta le entregó la carta al maestro.
En la primera oración, «trabajar» es un verbo monovalente y, por lo tanto, la subcategorización solamente incluye un argumento - «Juan». En este caso, el argumento toma la posición del sujeto de la proposición.
En la segunda oración, «comer» es un verbo bivalente. Por lo tanto, la subcategorización contiene dos argumentos - «María» y «arroz» - que en este caso son el sujeto y el objeto de la proposición.
En la tercera oración, «entregar» es un verbo trivalente. La subcategorización contiene tres argumentos - «Marta», «la carta» y «al maestro» - que respectivamente son el sujeto, objeto directo y objeto indirecto de la proposición.
Por ende, se puede ver que el marco de subcategorización de los verbos pueden contener unidades léxicas. Los marcos de subcategorización a veces son presentados de la siguiente forma:
trabajar [SN __ ]
comer [SN __ (SN)]
entregar [SN __ SN SP]
Como demostrado a través de estos ejemplos, los marcos de subcategorización especifican el número y tipo de los argumentos de una unidad léxica. Aunque los marcos de subcategorización son mayormente asociados con los verbos, este concepto se puede aplicar a cualquier otra categoría de unidades léxicas.
Se cree que los marcos de subcategorización son parte de la información lexical de cada uno de los hablantes, ya que son necesarios para adaptarse a cualquier combinación potencial de unidades léxicas en cualquier idioma. 
Los marcos de subcategorización son una parte esencial de múltiples gramáticas, como por ejemplo: la gramática sintagmática nuclear, la gramática léxico-funcional y el programa minimalista.